# Anthropomorphe Felsgräber der Iberischen Halbinsel

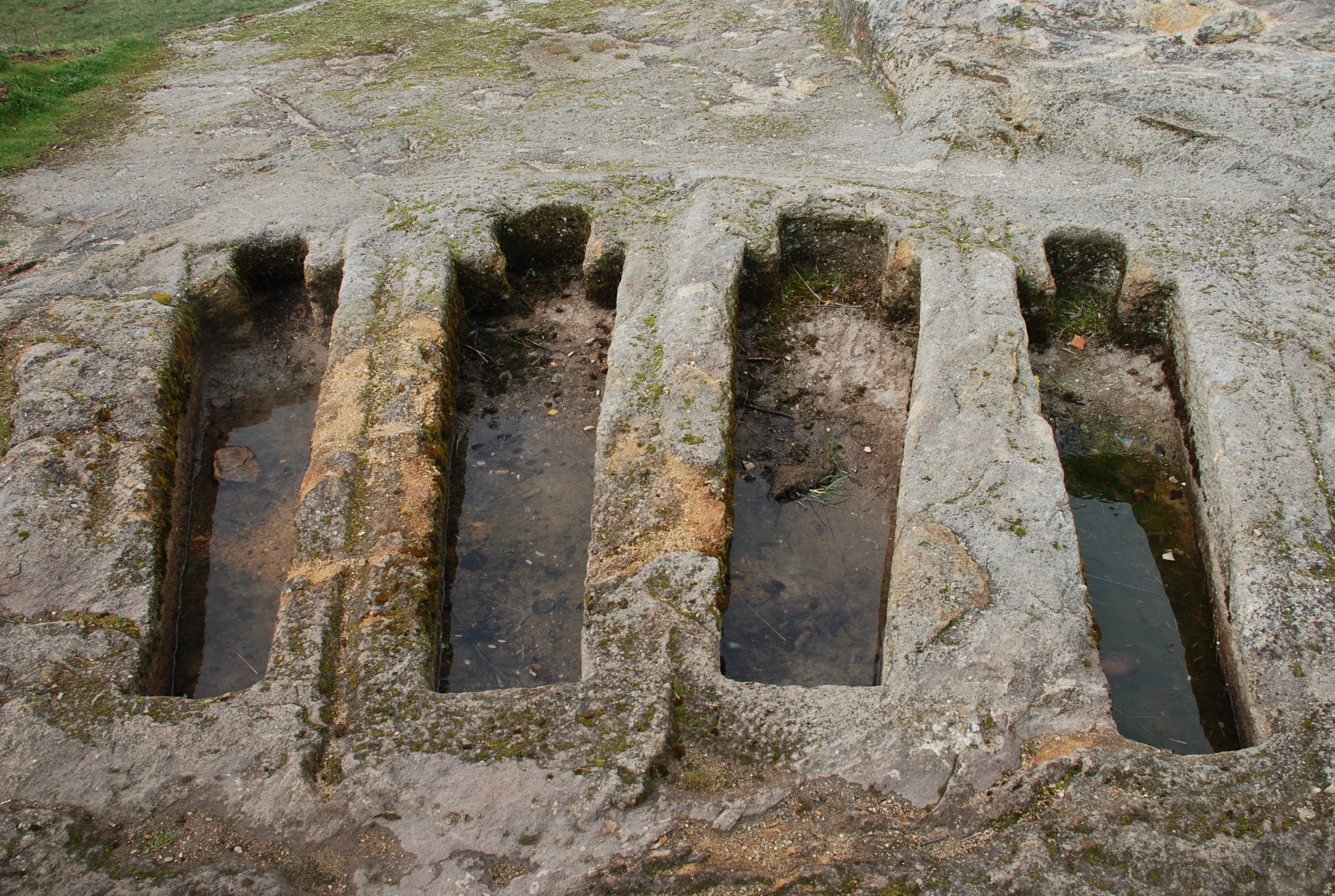
Anthropomorphe Felsgräber in San Vicente, Spanien

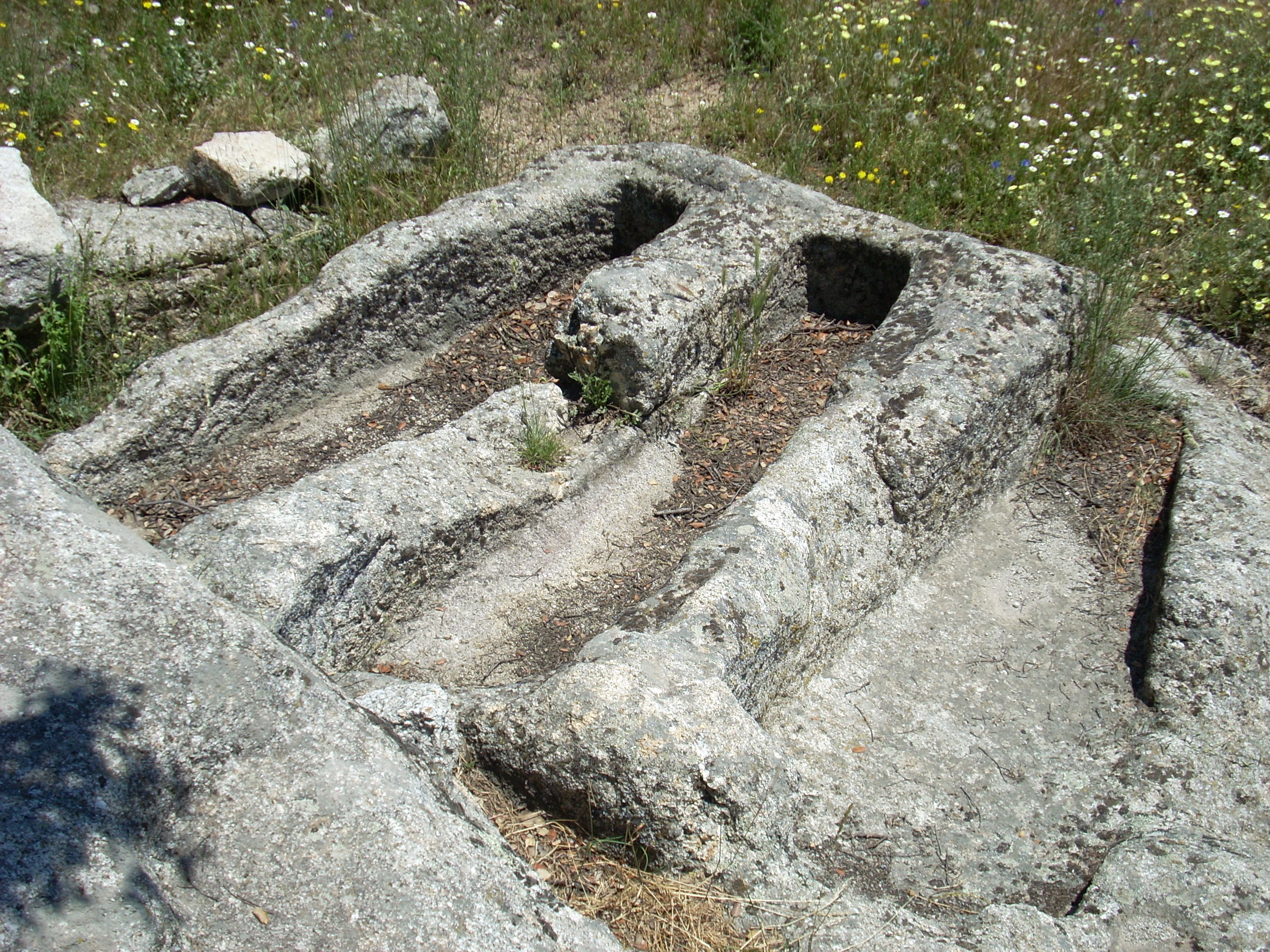
Gräber in Colmenar Viejo, Spanien

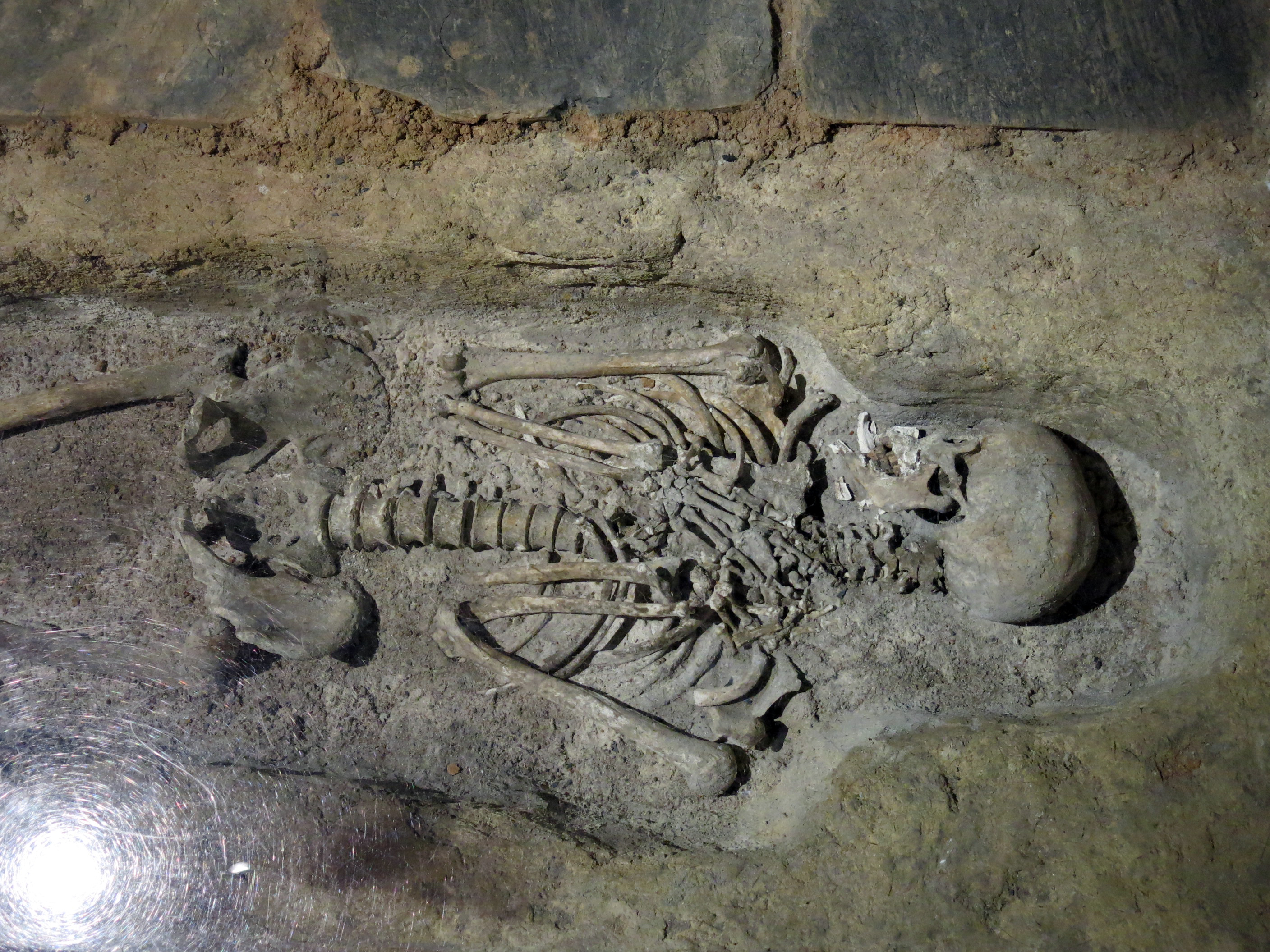
Museum von Katalonien

Anthropomorphe Felsgräber der Iberischen Halbinsel (spanisch Tumba Olèrdolana; portugiesisch Sepulturas escavadas na Rocha) finden sich zumeist in Nekropolen (größeren Begräbnis- und Weihestätten). Die Felsgräber weisen meist eine anthropomorphe Form auf, sind also der menschlichen Körperform ähnelnd gestaltet. Sie waren ursprünglich von einer Deckplatte bedeckt und in den meisten Fällen – gemäß christlicher Überzeugung – nicht von Grabbeigaben begleitet. Die in massive Felsplatten geschlagenen Gräber sind eine für die Iberische Halbinsel typische Erscheinung. Obwohl einige Beispiele außerhalb des iberischen Raums bekannt sind (z. B. Felsgräber von Heysham, England; Abtei Saint-Roman bei Beaucaire, Kirche von Saint-Pantaléon (Vaucluse), Kapelle St. Croix (Montmajour) und der Odilienberg, alle in Frankreich, oder in der Nekropole von Marshan, Tanger, Marokko), konzentriert sich hier die überwiegende Mehrheit.

## Geschichte
Zeitlich werden die Felsgräber meist zwischen dem 9. und 11. Jahrhundert eingeordnet. Allerdings werden sie unter anderem von Alberto del Castillo bereits in das 7. Jahrhundert datiert. Die Datierung hat durch den Mangel an stratigraphischem Kontext und wegen des Fehlens von Grabbeigaben eine Kontroverse zwischen den Archäologen erzeugt, so dass zum Zweck einer verbesserten Differenzierung von westgotischen oder mittelalterlichen Felsgräbern gesprochen wird.

## Formvarianten
Typologisch können sie nichtanthropomorphe Formen besitzen – oval, rechteckig, mit gewölbten Seiten, trapezförmig – oder anthropomorph mit einigen Varianten im Kopfbereich. Die Kontur kann rechte oder abgerundete Winkel haben. Einige haben umlaufende Kanten, die das Eindringen von Wasser verhindern und eine Anpassung der Abdeckung ermöglichen.

Nekropole von Vascoveiro (Portugal)
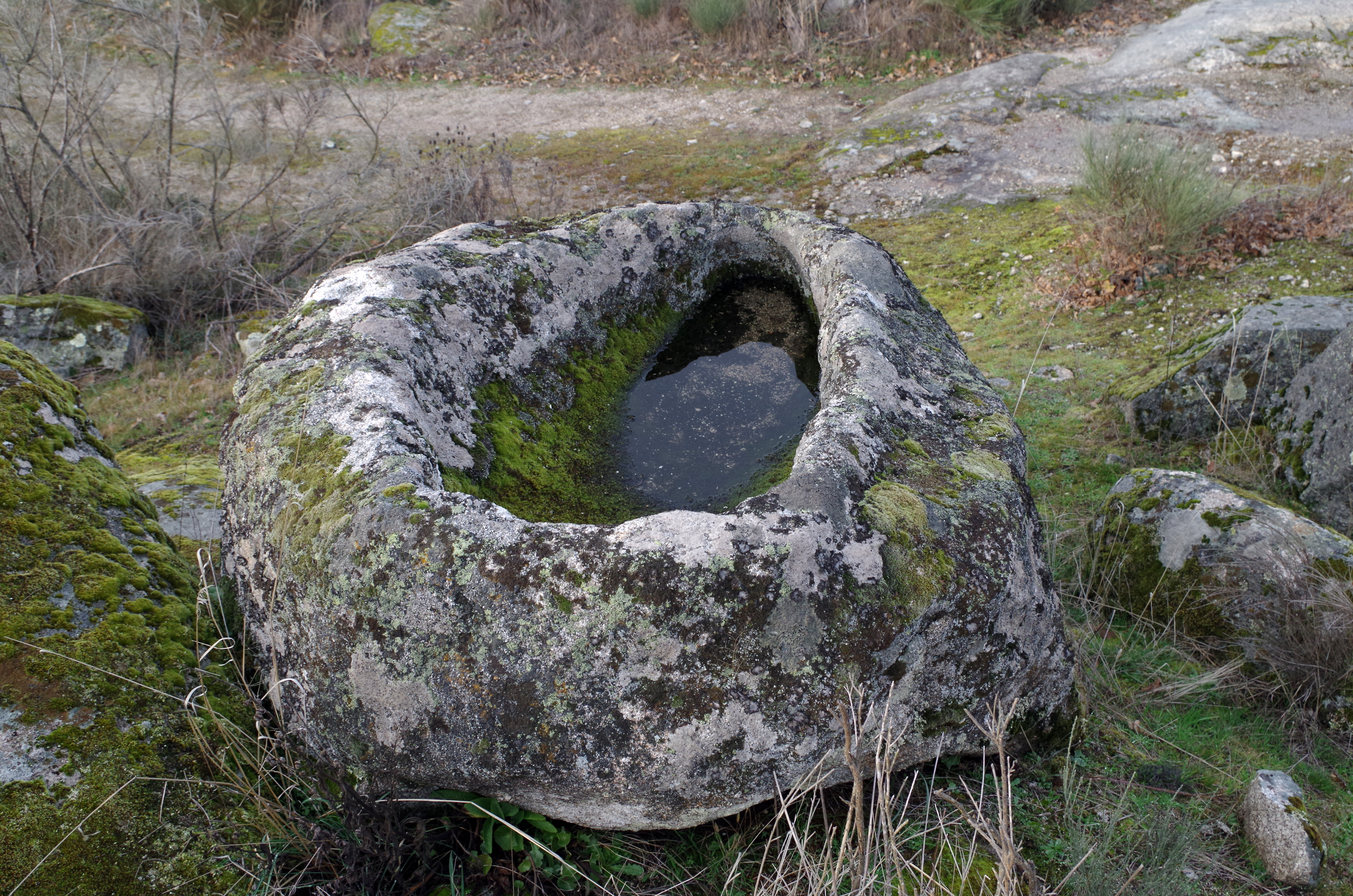
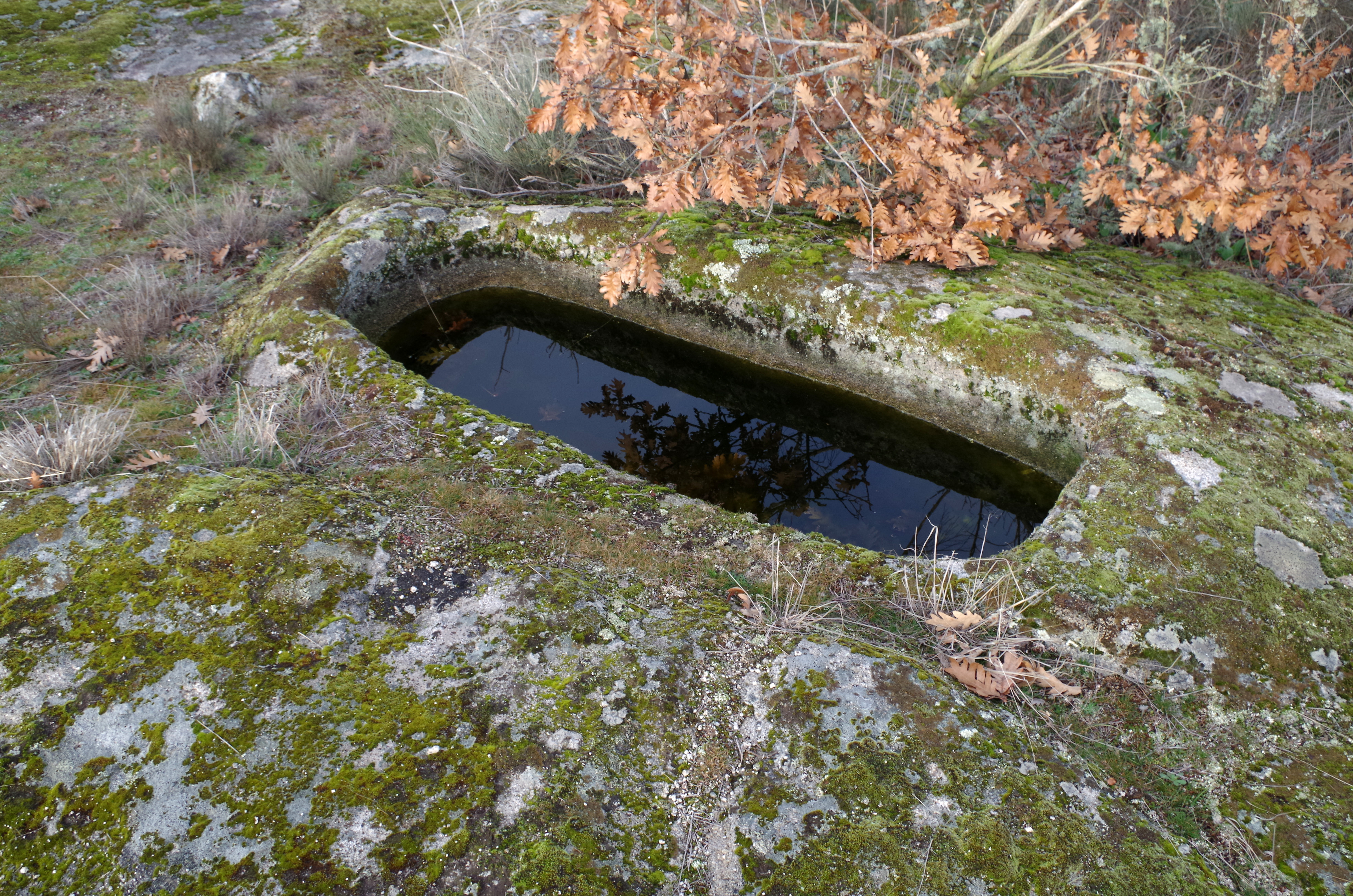
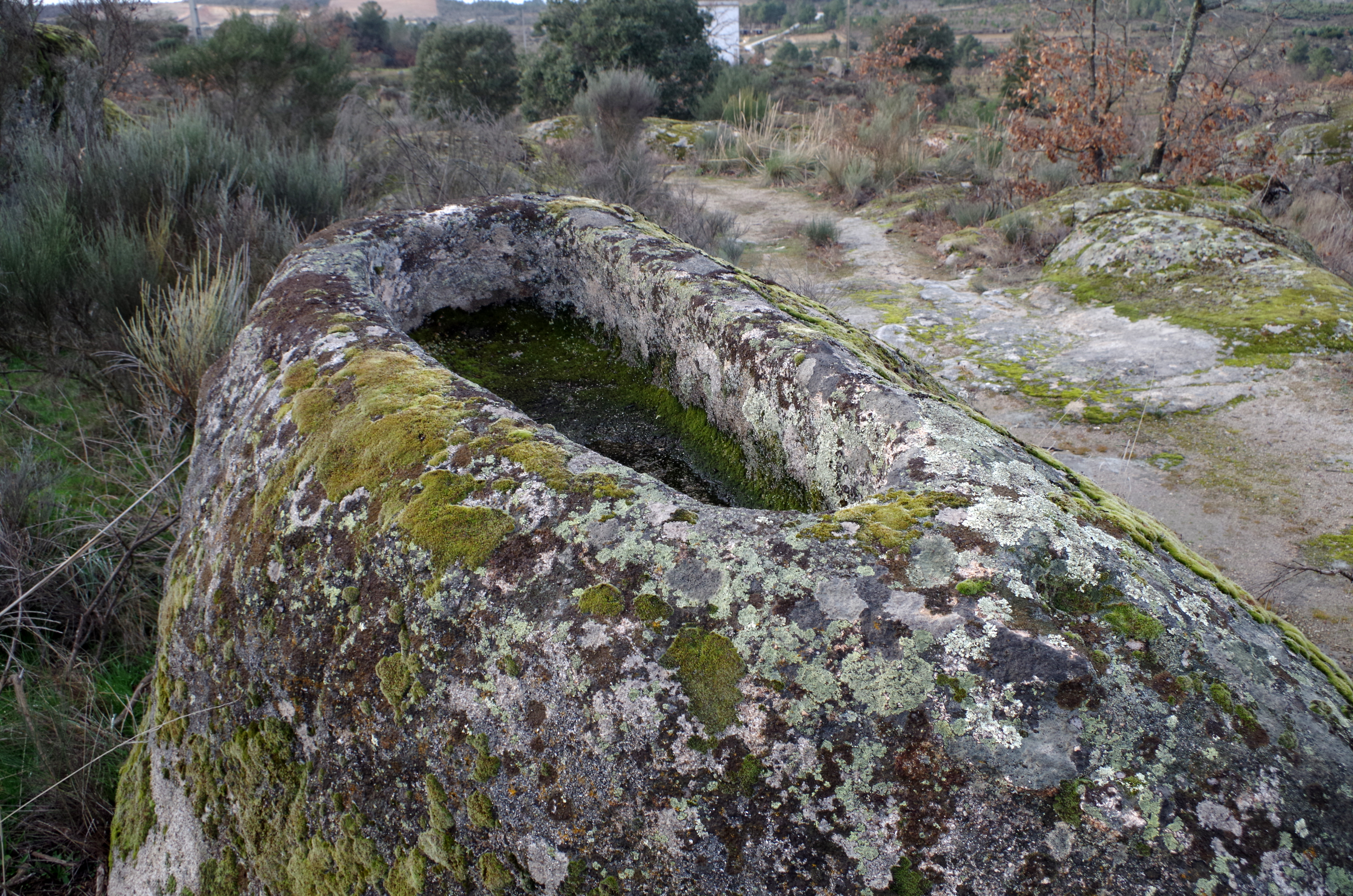
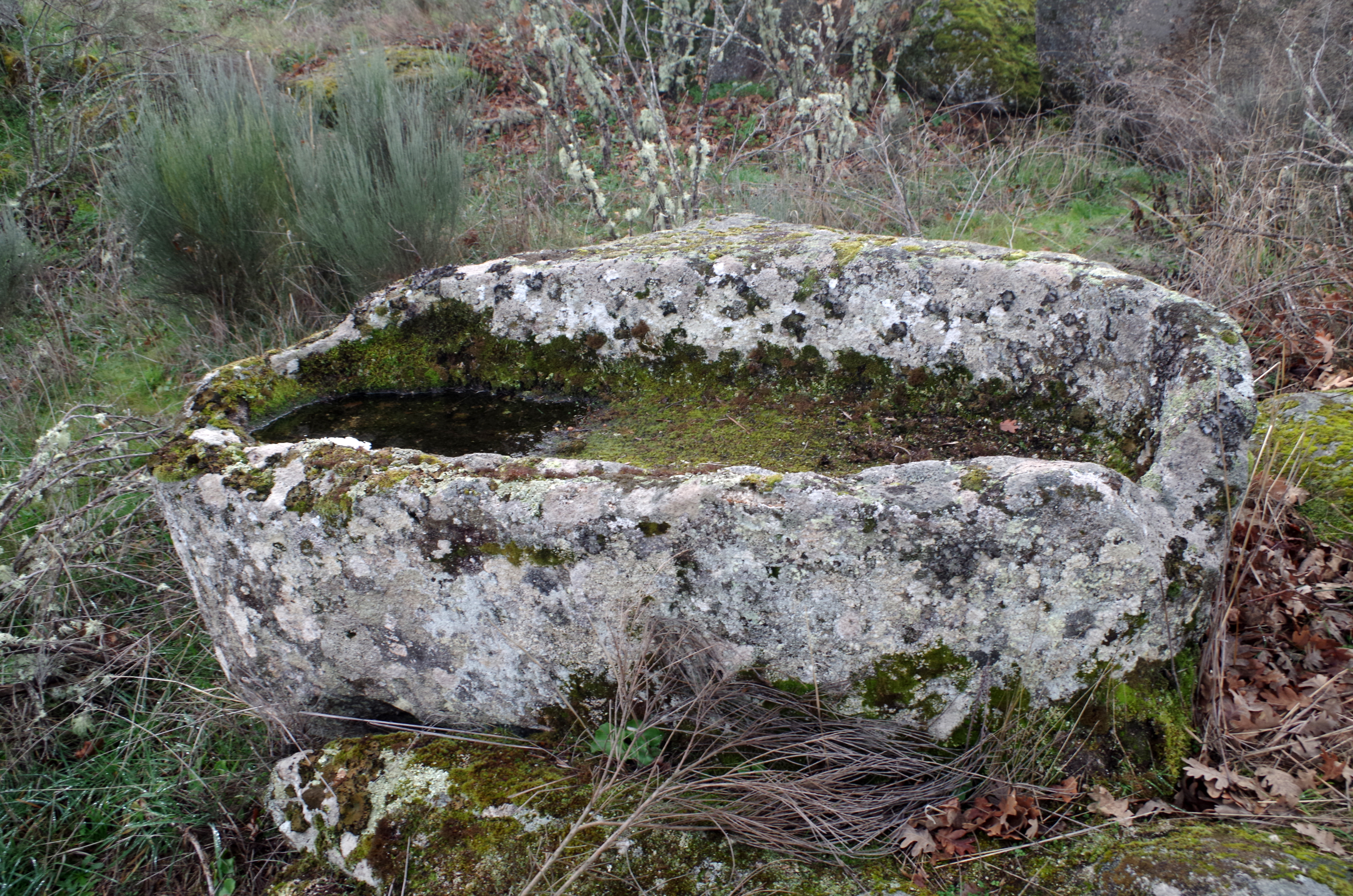

## Vorkommen
Die Gräber liegen in der Regel an horizontalen Granit-Aufschlüssen; ihre Ausrichtung folgt keinem bestimmten Muster. Meist sind es mehrere Gräber nebeneinander, aber auch einzelne Exemplare kommen vor. Manchmal befinden sich in ihrem Umfeld auch Sarkophage (z. B. in Duruelo de la Sierra).
Auf der Iberischen Halbinsel kommen anthropomorphe Felsgräber neben den portugiesischen Nekropolen (Sabel, Santo Adrião, San Gens, Nekropole do Vale de Maria Pais) auch in Spanien (z. B. La Cabilda bei Hoyo de Manzanares, San Vítor de Barxacova,  Fuzeiros, Malamoneda, Peciña, Peña Buraca, Nekropole von Remelluri und Sant Feliuet) vor. Hervorzuheben ist das Gebiet der südlichen Sierra de la Demanda (Quintanar de la Sierra, Duruelo de la Sierra, Palacios de la Sierra).

Nekropolen in Spanien
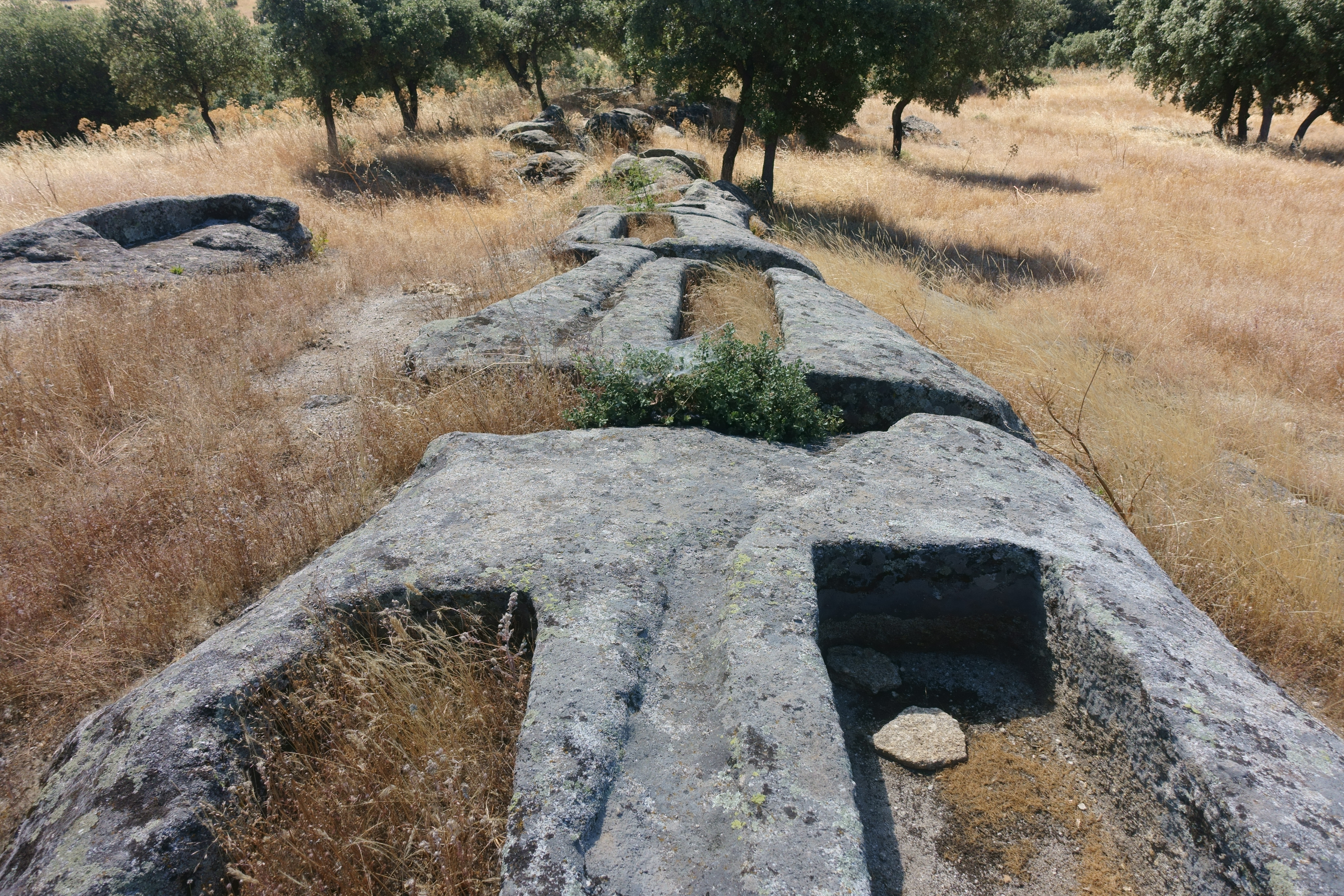
Malamoneda
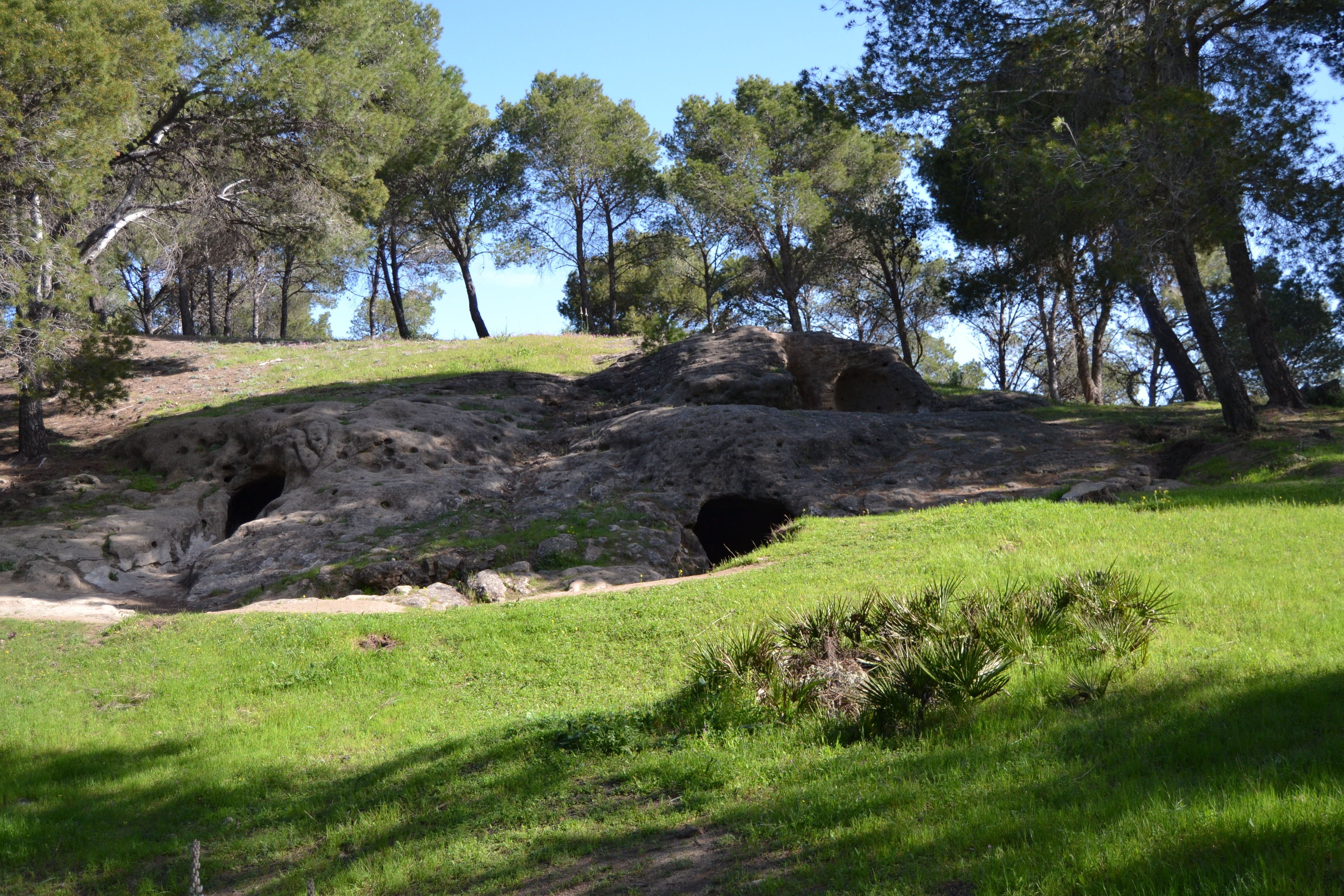
Las Aguilillas
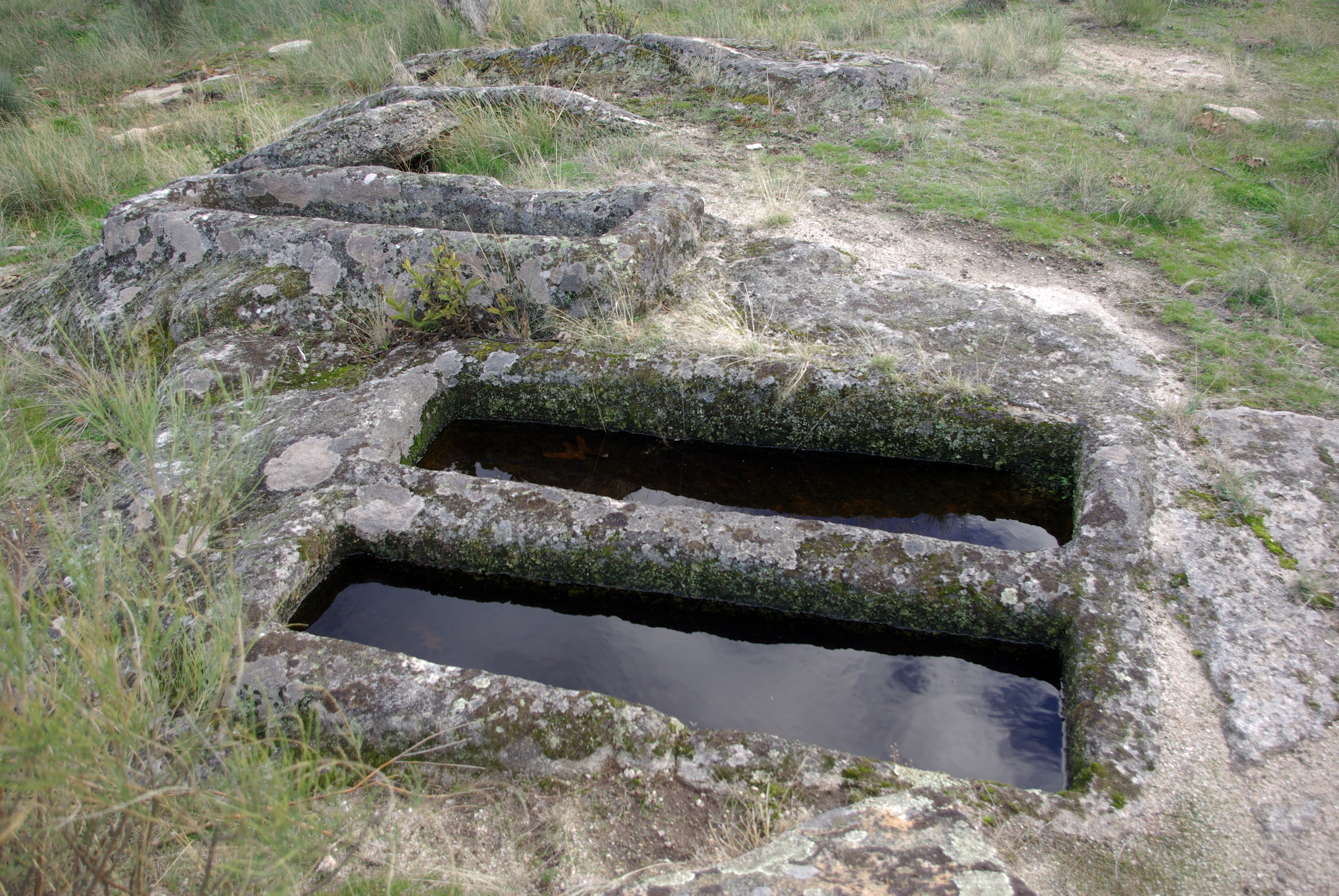
Malpartida
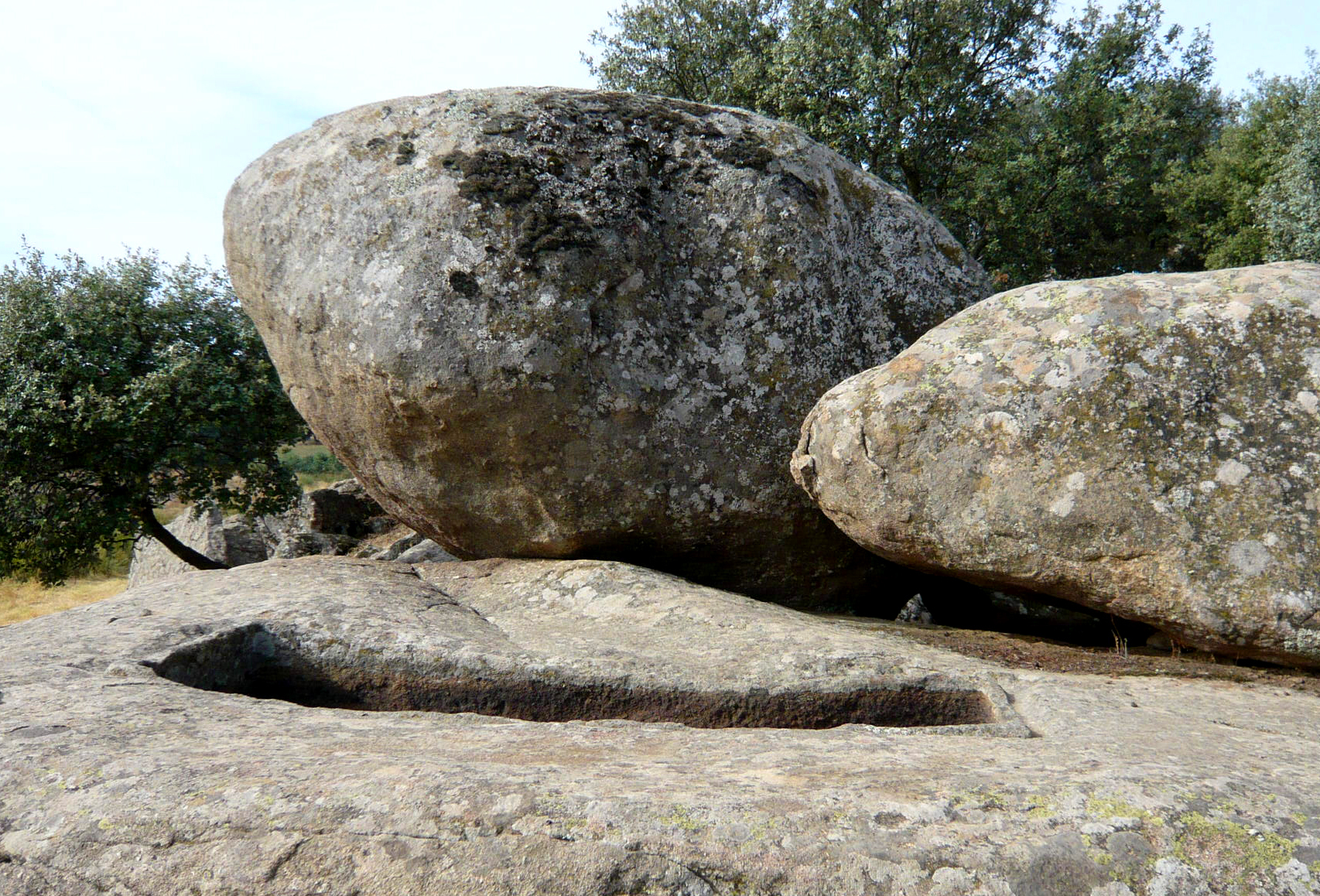
Los Navalucillos
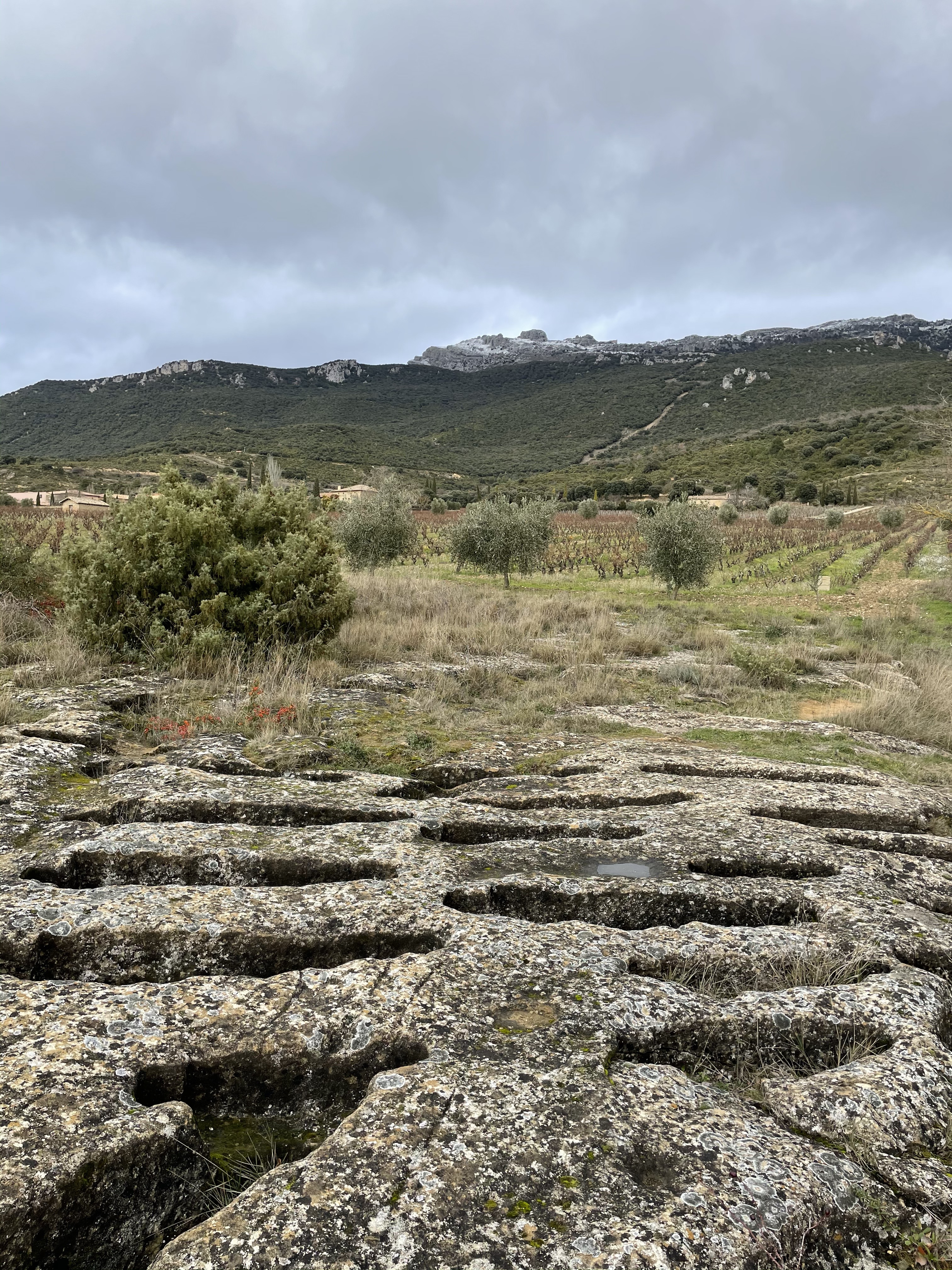
Remelluri